# Wilfrid Gordon Lindsell

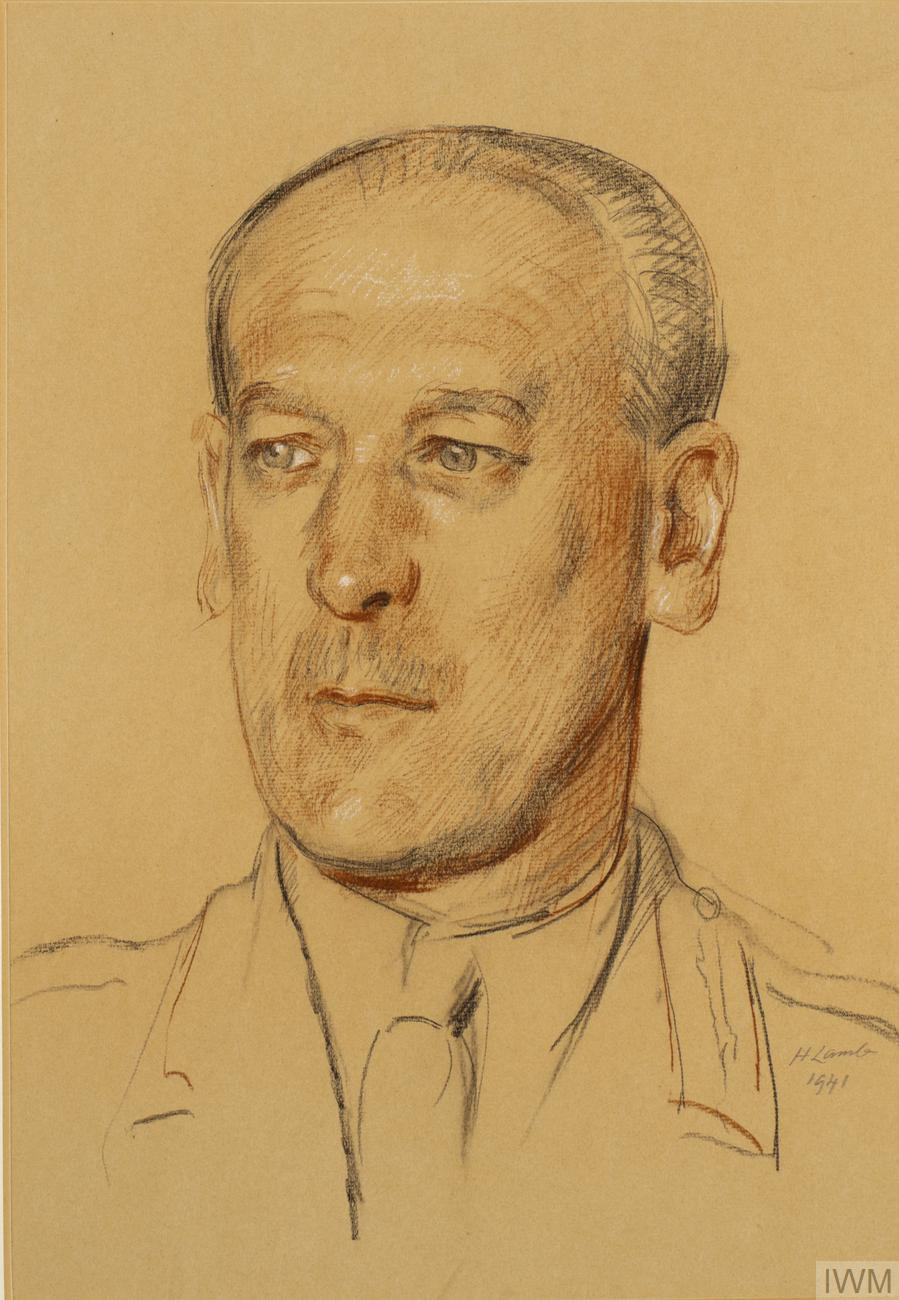
Sir Wilfrid Lindsell, 1941

Sir Wilfrid Gordon Lindsell, GBE, KCB, DSO, MC (* 29. September 1884 in Portsmouth; † 2. Mai 1973) war ein britischer Generalleutnant der British Army, der unter anderem zuletzt zwischen 1945 und 1950 Colonel Commandant der Royal Artillery war.

## Leben
Wilfrid Gordon Lindsell, Sohn von Oberst Robert Lindsell und dessen Ehefrau Kathleen Eaton, absolvierte nach dem Besuch des Birkenhead School und des Victoria College eine Offiziersausbildung am Royal Military Academy Woolwich. Für seine militärischen Verdienste im Ersten Weltkrieg wurde er zum Hauptmann der Royal Artillery befördert und im Kriegsbericht erwähnt (Mentioned in dispatches). Ferner wurde er mit dem Distinguished Service Order (DSO) sowie dem Military Cross (MC) ausgezeichnet. 1919 wurde er als Officer des Order of the British Empire (OBE) ausgezeichnet. Nach dem Besuch des Staff College Camberley fand er zahlreiche Verwendungen als Offizier und Stabsoffizier. Er war zwischen 1930 und 1933 Erster Generalstabsoffizier im Kriegsministerium (War Office)und darauf zwischen September 1933 und Mai 1935 als Brigadegeneral (Brigadie) Kommandant der Senior Officers’ School in Sheerness. Anschließend fungierte er von Mai 1935 bis September 1936 als Stellvertretender Militärsekretär (Deputy Military Secretary) im Kriegsministerium sowie zwischen September 1936 und Mai 1938 als Kommandeur der Artillerietruppen der 4. Division (4th Division) Als Generalmajor (Major-General) war er von Mai 1938 bis August 1939 Chef der Verwaltung (Chief Administration Officer) im Hauptquartier des Heereskommandos Süd (Southern Command)
Zu Beginn des Zweiten Weltkrieges wurde Lindsell am 4. September 1939 als kommissarischer Generalleutnant (Acting Lieutenant-General) Generalquartiermeister der in Frankreich eingesetzten Expeditionsstreitkräfte BEF (British Expeditionary Force) und nahm mit diesen an der Schlacht von Dünkirchen (26. Mai bis 5. Juni 1940), die mit einem Sieg der deutschen Wehrmacht und der Evakuierung der alliierten Truppen endete. Nach seiner Rückkehr war er von 1940 bis 1941 Generalquartiermeister der Heimatstreitkräfte (Home Forces). Am 11. Juli 1940 wurde er als Knight Commander des Order of the British Empire (KBE) geadelt und führte fortan den Namenszusatz „Sir“. Am 1. Juni 1941 wurde er Leitender Militärischer Berater des Versorgungsministeriums und fungierte zwischen 1941 und 1942 als Master-General of the Ordnance im Kriegsministerium. Er war damit für Artillerie, Ingenieurtruppen, Festungsanlagen, militärischen Bedarf, Transportwesen und Feldkrankenhäuser zuständig und verblieb auf diesem Posten bis 1942, woraufhin er von 1942 bis 1943 Leiter der Verwaltung des Heereskommandos im Mittleren Osten (Middle East Command) war. 1942 wurde er des Weiteren als Companion in den Order of the Bath (CB) aufgenommen und am 18. Februar 1943 zum Knight Commander des Order of the Bath (KCB) geschlagen.
Sir Wilfrid Gordon Lindsell war zuletzt von 14. Oktober 1943 bis zu seinem Ruhestand 1945 Erster Verwaltungsstabsoffizier (Principal Administration Officer) im Heereskommando in Britisch-Indien (Army Headquarters India). Nach seinem Ausscheiden aus dem aktiven Militärdienst fungierte er zwischen 1945 und dem 14. September 1950 noch als Colonel Commandant der Royal Artillery und wurde zudem am 1. Januar 1946 zum Knight Grand Cross des Order of the British Empire erhoben. Aus seiner Ehe mit Margorie Holland gingen die beiden Töchter Priscilla Guelbi Jermyn Lindsell und Jenifer Joan Lindsell hervor.